# Ugo Tomeazzi
Ugo Tomeazzi (* 24. prosince 1940, Bomporto, Italské království) je bývalý italský fotbalový záložník a trenér.

## Kariéra

### Klubová
Vyrostl v mládežnickém týmu Modeny. Zde i odehrál v roce 1958 první zápasy za dospělé. Ve své druhé sezoně vstřelil 11 branek, ale nestačilo to na sestup do 3. ligy. Poté se na krátce přestěhoval do Interu, kde neodehrál žádné utkání. Sezonu 1960/61 odehrál v Turíně, kde odehrál první zápas v nejvyšší lize. po sezoně opět odešel, tentokrát do Neapole se kterým v první sezoně sestoupil a v následující sezoně vyhrál domácí pohár (1961/62). V další sezóně byl v na měsíc diskvalifikován za doping spolu s dalšími třemi spoluhráči. V roce 1963 se přestěhoval do Mantovy, do týmu kde odehrál za 9 sezon 219 utkání a dvakrát slavil postup do Serie A. Hráčskou kariéru ukončil po sezoně 1973/74 když hrál za Ravennu.

### Reprezentační
Za olympijskou reprezentaci na OH 1960 odehrál čtyři utkání ve kterých dal dvě branky a obsadil 4. místo.

## Statistika

### Reprezentační

#### Statistika na velkých turnajích
| Reprezentace | Rok     | Zápasy             | Zápasy | Zápasy    | Zápasy           | Zápasy           | Zápasy   |
| Reprezentace | Rok     | Fáze turnaje       | Datum  | Soupeř    | Odehraných minut | Vstřelené branky | Výsledek |
| ------------ | ------- | ------------------ | ------ | --------- | ---------------- | ---------------- | -------- |
| Itálie       | OH 1960 | 1 zápas ve skupině | 26. 8. | Tchaj-wan | 90               | 1                | 4:1      |
| Itálie       | OH 1960 | O 3. místo         | 9. 9.  | Maďarsko  | 90               | 1                | 1:2      |

## Úspěchy

### Klubové

#### Národní
- vítěz 2. italské ligy (1x)

Mantova: 1970/71
- vítěz italského poháru (1x)

Neapol: 1961/62

### Reprezentační
- 1x na OH (1960)